# أيامنا (ألبوم)
أيامنا هو الالبوم العاشر للفنان المصري عمرو دياب، تم إصداره عام 1992.

## قائمة الأغاني
| الرقم | اسم الاغنية   | المدة | الشاعر      | الملحن                   | الموزع       |
| ----- | ------------- | ----- | ----------- | ------------------------ | ------------ |
| 1     | الماضي        | 04:15 | مجدي النجار | حجاج عبد الرحمن          | حميد الشاعري |
| 2     | أيامنا        | 04:58 | مجدي النجار | عمرو دياب                | حميد الشاعري |
| 3     | روحي أنا      | 04:04 | مدحت العدل  | رياض الهمشري             | حميد الشاعري |
| 4     | عرفتي مين حبك | 03:37 | مجدي النجار | عمرو دياب                | حميد الشاعري |
| 5     | لما كان       | 04:00 | مجدي النجار | حجاج عبد الرحمن          | حميد الشاعري |
| 6     | طبع الحياة    | 04:10 | مدحت العدل  | حميد الشاعري - عمرو دياب | حميد الشاعري |
| 7     | هواك حيرني    | 04:17 | مدحت العدل  | طارق الطهطاوي            | حميد الشاعري |
| 8     | جالك قلب      | 04:00 | مدحت العدل  | خليل مصطفى               | حميد الشاعري |

## الكليبات التي تم تصويرها من الألبوم
1 - ( الماضي )